# ناحیه پلاتیوکس مرکزی
ناحیه پلاتیوکس مرکزی (به لاتین: Plateau-Central Region) یک منطقهٔ مسکونی در بورکینافاسو است که در بورکینافاسو واقع شده‌است. ناحیه پلاتیوکس مرکزی ۸٬۵۴۵ کیلومتر مربع مساحت و ۹۷۷٬۵۱۰ نفر جمعیت دارد.